# Іваничук Михайло Миколайович
Миха́йло Микола́йович Іваничу́к — український учений-геоморфолог, вояк Легіону УСС та УГА.

## Життєпис
Народився 1894 року в селі Пилипи (сучасна Івано-Франківська область). Здобув освіту в Коломийській гімназії, продовжив учитися у Львівському університеті (філософський факультет).
Навчання перервала Перша світова війна, Іваничук записується добровольцем в Українські січові стрільці, підхорунжий. Воював на теренах східної України, брав участь у Листопадовому чині. 1920 року полк, у якому служив Іваничук, входить до складу ЧУГА. Потрапив до польського полону, звідти емігрував до Чехословаччини. Закінчив здобуття вищої освіти, захистив дисертацію у Карловому університеті.
Працював в Українському високому педагогічному інституті імені Драгоманова (Прага); під орудою професора Степана Рудницького на Закарпатті проводив геоморфологічні дослідження. Після переїзду Рудницького до СРСР на його запрошення перебирається також, працював у Українському НДІ географії та картографії. Брав участь у інститутських експедиціях, 1931-го його запрошує до складу експедиції на Землю Франца-Йосифа професор Всесоюзного арктичного інституту Рудольф Самойлович. Іваничук як головний геолог та геоморфолог протягом 1932—1933 років очолював експедицію на Землю Франца-Йосифа, провів там 14 місяців. Очолював санну експедицію по льодах Арктики, пройшли понад 430 км і відкрили 4 острови, названі Комсомольськими.
По поверненні написав та видав українською й російською мовами працю «14 місяців на Землі Франца-Йосифа» (згодом вийшла англійською, «14 Months On Franz Josef Land», видавництво National Library of Canada, переклала Ярослава Атаманенко).
Вів підготовку до експедиції на Північний полюс та до Антарктиди. 1937 року заарештований, розстріляний за рішенням «трійки». Посмертно реабілітований 1956 року.
Його племінник — письменник Роман Іваничук.
В травні 2012-го у селі Пилипи відкрито пам'ятну дошку Михайлу Іваничуку.